# یان ییراسک
یان ییراسک (چکی: Jan Jirásek؛ زادهٔ ۹ ژانویهٔ ۱۹۵۵) آهنگساز و موسیقی‌دان اهل جمهوری چک است.
از فیلم‌هایی که وی در آن نقش داشته‌است، می‌توان به رؤیاهای ممنوعه و گل‌های وحشی اشاره کرد.
وی همچنین برندهٔ جوایزی همچون شیر چک شده‌است.